# Anisodera gracilis
Anisodera gracilis is een keversoort uit de familie bladkevers (Chrysomelidae). De wetenschappelijke naam van de soort werd in 1840 gepubliceerd door Félix Édouard Guérin-Méneville-Menéville.